# Nathaly Maza
Nathaly Maza Simbaña (* 27. Oktober 1991 in Ambato) ist eine ecuadorianisch-österreichische Fußballspielerin.
Maza begann ihre Profikarriere in Österreich, wo sie am 22. September 2008 einen Vertrag bei FC Hellas-Kagran unterschrieb. Im Winter 2010 wurde sie zu einem Probetraining beim USC Landhaus Wien eingeladen, wo Maza am 11. Januar einen Vertrag unterschrieb.